# Pyramidologie

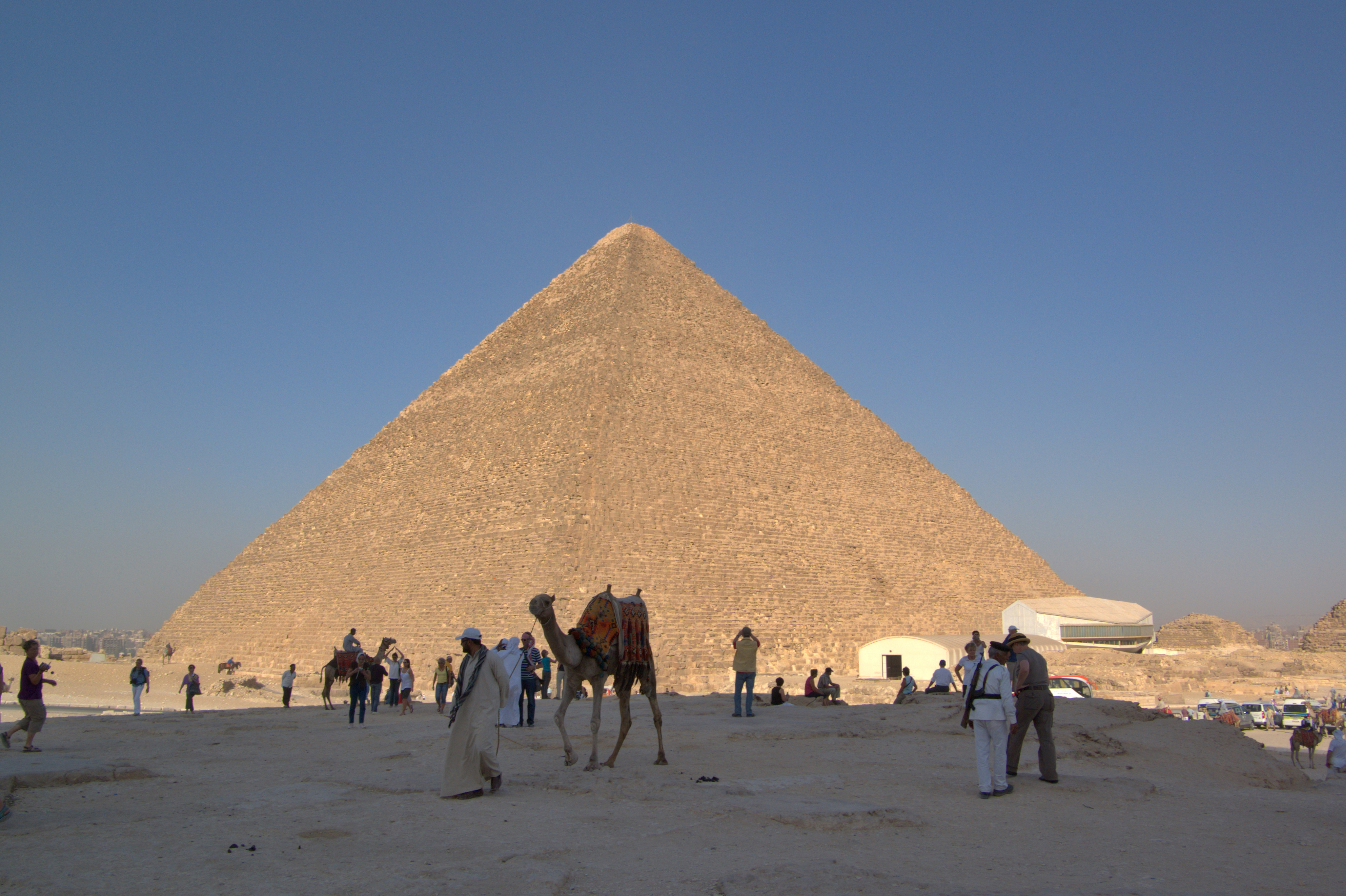
Die Cheopspyramide, Gegenstand zahlreicher Theorien der Pyramidologen

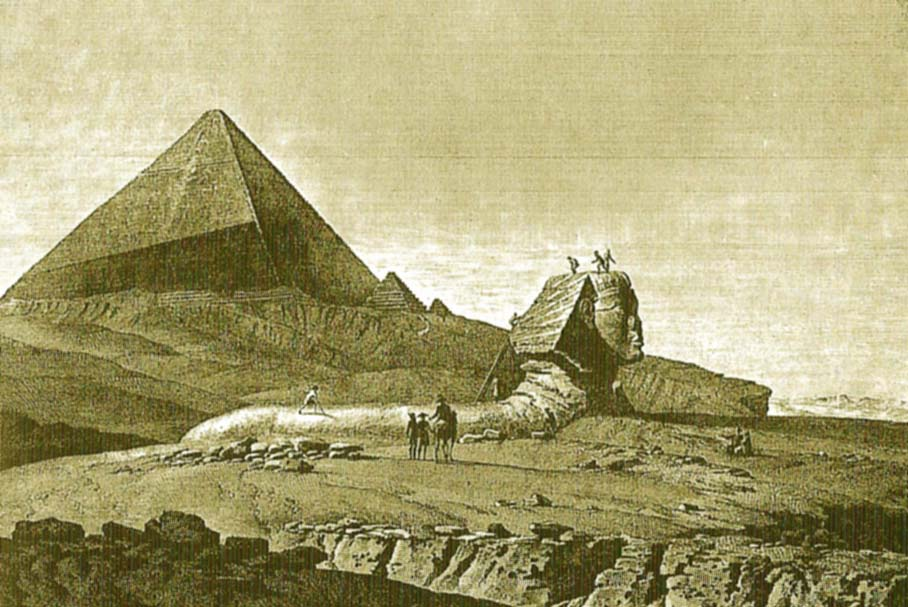
Pyramide und Sphinx in der Description de l’Egypte (1810)

Unter der Bezeichnung Pyramidologie werden unterschiedliche pseudo- und grenzwissenschaftliche Theorien zusammengefasst. Gegenstand dieser Theorien sind Abmessungen und Anordnungen in erster Linie der Pyramiden des Alten Ägypten (vor allem der Cheops-Pyramide). Ziel der Theorien ist meist, den Abmessungen und ihren Verhältnissen
- mystische Deutungen zu unterlegen,
- Verknüpfungen mit anderen wissenschaftlich nicht akzeptierten Theorien herzustellen (z. B. dass die Erbauer Flüchtlinge aus dem versunkenen Atlantis, Extraterrestrier etc. waren), oder ihnen
- Prophezeiungen für die Zukunft zu entnehmen (insbesondere das Datum der Wiederkunft Christi betreffend).

Der Begriff wird heute vor allem abwertend gebraucht.

## Antike und mittelalterliche Berichte und Legenden
Vieles von dem, was rückblickend als haltlose Spekulation erscheint, hat seinen Ursprung nicht in der Phantasie der neuzeitlichen Gelehrten, sondern stammt tatsächlich aus der Antike. Daher sollen zunächst die weitgehend legendären Berichte antiker Autoren und mittelalterlicher Reisender behandelt werden.
Vor allem zwei Aspekte der Pyramidologie haben ihre Wurzeln bereits in der Antike:
- Die Annahme, dass die alten Ägypter alles Spätere überragende wissenschaftliche Erkenntnisse und Weisheitslehren in der Pyramide verschlüsselt oder versteckt hätten: Dies entsprach der antiken Sicht, dass das Ältere das jeweils Bessere gewesen sei. Dementsprechend musste die ägyptische als die damals anerkannt älteste Kultur entsprechend über die tiefste Weisheit verfügt haben.[1]
- Die Wahrnehmung der Pyramiden als Zeugnis einer uralten, rätselhaften Vergangenheit, dementsprechend tauglich als Projektionsfläche für eigene Vermutungen und Spekulationen: dabei muss man berücksichtigen, dass die Pyramiden zur Zeit des Herodot bereits 2000 Jahre alt waren und authentische Informationen über Zweck und Technik schon damals, wenn nicht längst verloren, so doch für einen griechischen „Touristen“ nicht verfügbar waren.[2]

### Herodot
Herodot berichtet, dass die Große Pyramide auf Befehl eines tyrannischen Königs namens Cheops erbaut worden sei. In dreimonatigen Schichten hätten jeweils 100.000 Arbeiter an den Bauten gefront. In den ersten zehn Jahren sei eine breite Dammstraße errichtet worden, ein Werk, das für Herodot fast ebenso beeindruckend schien wie der Bau der Pyramiden selbst, da die Straße etwa einen Kilometer lang, 18 m breit und 14 m hoch gewesen sei und mit geglätteten Steinen belegt gewesen sei, „ein Werk, das nicht viel geringer war als die Pyramide“. Außerdem seien am Fuße der Pyramiden unterirdische Kammern errichtet worden, in deren einer Cheops selbst beerdigt worden sei. Herodot spricht von einer Insel in einem unterirdischen See, der durch einen Nilkanal gefüllt werde. Jede Seite der Pyramide sei etwa 240 m lang und ebenso groß sei die Höhe. Ihr Bau habe 20 Jahre gedauert.
Weiter berichtet Herodot, die Pyramiden seien in Stufen von innen nach außen erbaut worden, wobei man die Steine mit Hilfe von Maschinen von einer Stufe zur nächsten gehoben habe. Er erwähnt auch Inschriften auf der Außenseite der Pyramiden. Vom Ursprung der mittleren Königinnenpyramide G1b erzählt er, dass Cheops in seiner Bosheit schließlich seine Tochter zur Prostitution gezwungen habe, um Mittel für den Pyramidenbau zu beschaffen. Diese habe sich aber von jedem Freier einen Stein als Zusatzlohn ausbedungen und aus diesen Steinen sei G1b erbaut worden. Nach Cheops hätten auch noch sein Bruder Chephren und sein Sohn Mykerinos jeweils kleinere Pyramiden in der Nähe der ersten Pyramide erbaut.

### Diodor
Diodor berichtet in seiner im 1. Jahrhundert v. Chr. verfassten Universalgeschichte, dass die Große Pyramide von König Chemmis von Memphis errichtet worden sei. Ihre Seitenlänge sei sieben Plethra (etwa 220 m) und die Höhe 6 Plethra (etwa 190 m). Das Alter der Pyramiden gibt er mit mindestens 1000 Jahre an, sagt aber auch, dass manche Autoren ein Alter von 3400 Jahren nennen. Im Gegensatz zu Herodot meint er, dass der Transport der Steine mit Hilfe aufgeschütteter Rampen erfolgt sei, da es zu der Zeit noch keine Kräne gegeben habe. Am Bau hätten 360.000 Arbeiter mitgewirkt und die Bauzeit wäre 20 Jahre gewesen. Entsprechend Herodot beschreibt auch Diodor die Pyramidenbauer als Tyrannen, die ganz Ägypten zu harter Fronarbeit zwangen. Die erbitterten Untertanen drohten, die Leichname der Könige zu vernichten, weshalb weder Chemmis (= Cheops) noch sein Bruder Cephren (= Chephren) in ihren Pyramiden, sondern an einem geheimen Ort begraben worden seien. Von der Pyramide des Mykerinos berichtet er, sie sei im unteren Teil mit schwarzem Stein, im oberen Teil mit weißem Kalkstein wie die beiden größeren Pyramiden verkleidet gewesen. Auf der Nordseite befinde sich eine Inschrift, die Mykerinos als Erbauer nenne.

### Strabon
Strabon greift die eigentümliche Geschichte, dass nämlich die Pyramide des Mykerinos von einer griechischen Kurtisane namens Rhodopis errichtet worden sei, wieder auf. Herodot hatte es erwähnt, aber ausdrücklich abgelehnt und als ahistorisch bezeichnet. Strabon erzählt dagegen eine Legende, die als frühester Beleg für das Märchenmotiv vom Aschenputtel gilt: Ein Adler habe der in Naukratis badenden Rhodopis eine Sandale entführt, sie dem in Memphis eben Gericht haltenden Pharao in den Schoß fallen lassen, der sich ohne unmittelbare Ansicht der Person in die Trägerin der Sandale verliebte, Boten in alle Himmelsgegenden aussandte, um die Trägerin dieser Sandale ausfindig zu machen und die Aufgefundene zu seiner Königin machte. Nach ihrem Tod habe er ihr die (laut Strabon) zwar kleinere, aber wegen des für einen Teil der Verkleidung verwandten äthiopischen Steins besonders kostspielige Pyramide errichtet.

### Plinius der Ältere
In seiner vielbändigen Naturgeschichte (Naturalis historia) kann Plinius der Ältere nicht umhin, auch die ägyptischen Pyramiden zu erwähnen. Er missbilligt diese Bauwerke sehr deutlich, da als Motiv für ihre Errichtung ja meistenfalls überliefert würde, die Pharaonen hätten so ihr Vermögen nicht Nachfolgern oder lauernden Rivalen überlassen und das niedere Volk nicht unbeschäftigt sein lassen wollen. Er erwähnt die Existenz zahlreicher unvollendeter Pyramiden, um dann auf die Pyramiden von Gizeh zu sprechen zu kommen. Er gibt den genauen Ort an, erwähnt den Sphinx, gibt seine Maße an, und dass ein Pharao namens Amasis darin begraben sein soll. Er gibt die Seitenlänge der größten Pyramide mit 883 (römischen) Fuß an (etwa 261,7 m), die Höhe von der Spitze mit 15 Fuß (etwa 4,44 m). Möglicherweise bezog sich diese Angabe auf die Höhe des Pyramidions. Im Inneren befinde sich ein 86 Ellen (etwa 38,2 m) tiefer Brunnen, durch den Nilwasser in das Innere gelangt sei. Zur Frage der Bauweise und der dazu nötigen Rampen referiert er zwei Theorien: Nach der einen hätten die Rampen aus Salz und Salpeter bestanden, nach Vollendung der Pyramiden habe man den Nil die Rampen wegwaschen lassen. Nach der anderen Theorie wären die Rampen aus Ziegeln gewesen, die man danach einfach an Privathaushalte verteilt habe.
Er erwähnt einige weitere, schon aus anderen Berichten bekannte Details. Schließlich nennt er noch eine Liste der Autoren, die vor ihm über die Pyramiden geschrieben haben: Herodot, Euhemeros, Duris von Samos, Aristagoras, Dionysius, Artemidorus, Alexander Polyhistor, Butorides, Antisthenes, Demetrius, Demoteles und Apion.

### Spätantike und Mittelalter

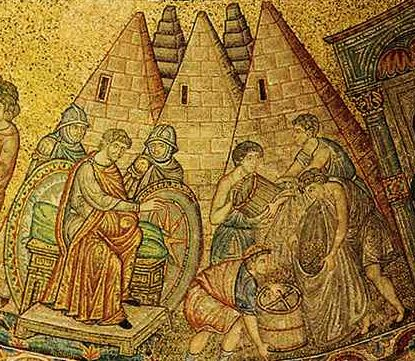
Joseph in Ägypten, im Hintergrund die als Kornspeicher gedachten Pyramiden

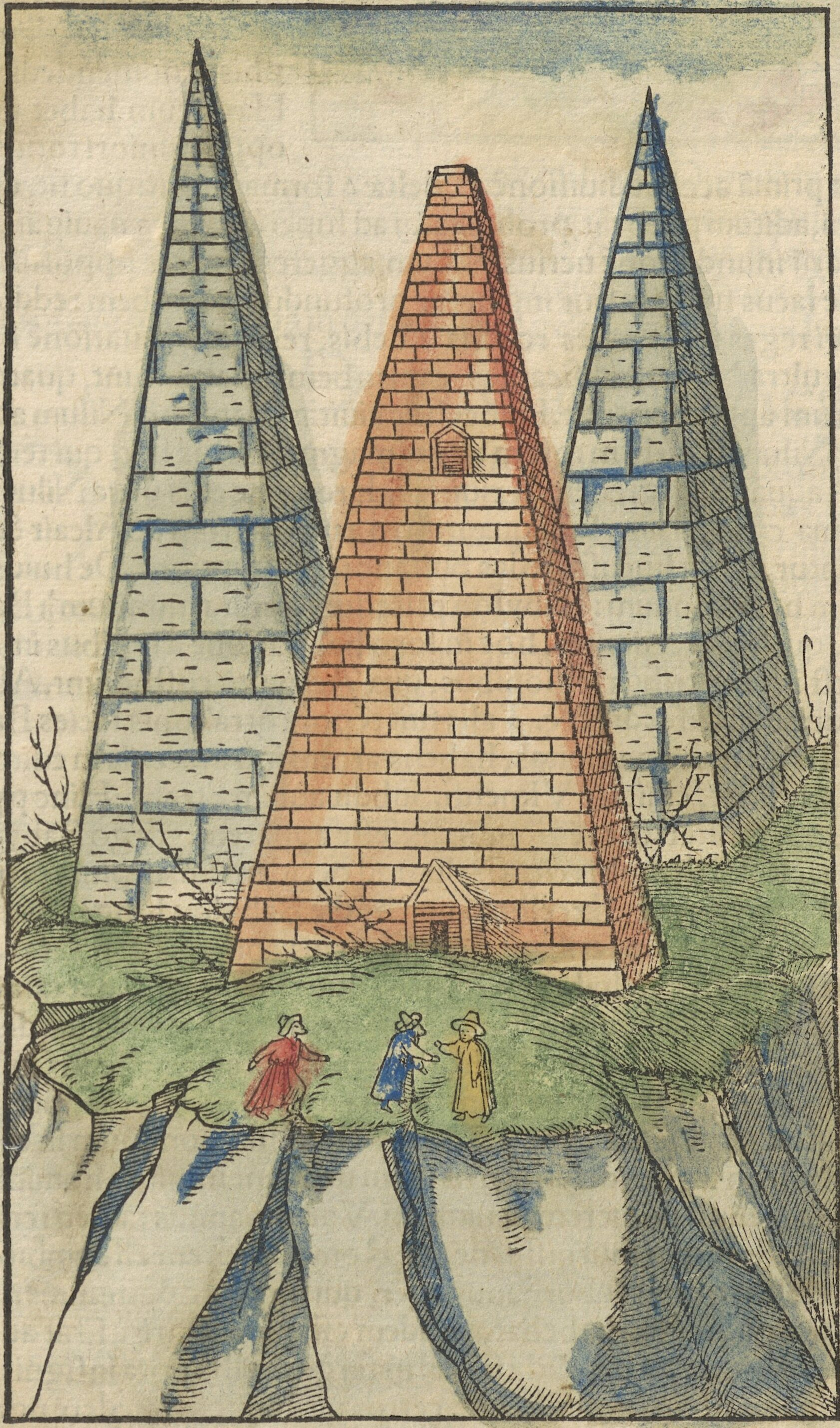
Pyramiden in der Cosmographia des Sebastian Münster (1550)

In der Spätantike werden die Erwähnungen der Pyramiden spärlich. In dem Auszug aus den Aegyptiaca des Manetho, das im 8. Jahrhundert von dem Mönch Georgios Synkellos überliefert wird, findet sich eine Anmerkung, dass die Große Pyramide nicht, wie von Herodot berichtet, ein Werk des Cheops sei, sondern sie wird einem König Souphis zugeschrieben, der die Götter verachtet und ein Heiliges Buch verfasst hätte.
Mit der arabischen Eroberung Ägyptens um 640 verschwinden die Pyramiden für viele Jahrhunderte aus dem Gesichtsfeld der westlichen Kultur. Erst im 15. Jahrhundert, schon an der Schwelle zur Neuzeit hat Cyriakus von Pizzicolli, ein italienischer Kaufmann und Humanist, der auf der Suche nach antiken Manuskripten unermüdlich Griechenland und die Levante bereiste, die Pyramiden besucht und berichtet davon in seinem Itinerarium.
Einige Jahrzehnte später besuchte der Mainzer Beamte Bernhard von Breidenbach auf seiner Reise in das Heilige Land auch Ägypten, zeigt sich aber relativ wenig beeindruckt von den Pyramiden und erwähnt nur, dass es sich um Gräber ägyptischer Könige handele und nicht, wie offenbar von den Zeitgenossen öfters angenommen, um die Kornspeicher, die Josef erbauen ließ, um in den vom Traum des Pharao vorhergesagten sieben mageren Jahren eine Hungersnot zu vermeiden.

## Biblische Pyramidologie
Ein wesentliches Moment für das Interesse an den Abmessungen altägyptischer Monumente – und unter diesen fast ausschließlich an denen der Cheops-Pyramide – waren die zahlreichen in der Bibel enthaltenen Maßangaben. Darin werden die Abmessungen der Arche Noah, der Bundeslade, des Salomonischen Tempels teilweise sehr genau und ausführlich angegeben. Allerdings ist die zugrundeliegende Maßeinheit, die „biblische Elle“, nicht überliefert. Bereits Isaac Newton versuchte in seinen metrologisch-historischen Spekulationen die Länge des sacred cubit zu bestimmen. Man hoffte, die genaue Länge der biblischen Elle aus den noch existierenden ägyptischen Bauten als Baumaß erschließen zu können, vor allem natürlich aus den Maßen der Großen Pyramide, an der das Volk Israel ja mitgebaut hatte, wie man glaubte, bis moderne Ägyptologie und Archäologie ein viel früheres Baudatum belegten.

### John Greaves

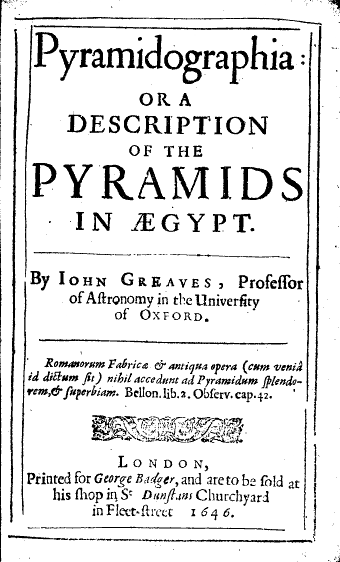
Titel von Greaves' Pyramidographia (1646)

Voraussetzung für Spekulationen über Abmessungen, Orientierung etc. der Pyramiden ist das Vorliegen halbwegs verlässlicher Vermessungsdaten. Erste verlässliche Maßangaben für die Cheops-Pyramide wurden erstmals von dem englischen Mathematiker und Astronomen John Greaves erfasst, der sich 1638–1639 über ein Jahr in Kairo aufhielt und die Ergebnisse der Vermessungen 1646 in seiner Pyramidographia publizierte. Greaves gab die aktuelle Höhe der Pyramide mit 481 Fuß (= 146,6 m; korrekter Wert: 138,75 m), die ursprüngliche Höhe mit 693 Fuß (211,23 m; korrekter Wert: 146,6 m) und die Länge der Seite mit 693 Fuß (= 211,23 m; korrekter Wert: 230,33 m) an.
Zusammen mit Greaves führte der italienische Architekt und Erfinder Tito Livio Burattini Messungen durch, deren Ergebnisse allerdings verloren gegangen sind, bis auf briefliche Berichte, die Burattini an Athanasius Kircher sandte, einen jesuitischen Universalgelehrten und Ägyptomanen, der als einer der ersten versuchte, die Hieroglyphen zu entschlüsseln.
Weitere Arbeiten folgten, darunter vor allem die von John Shae Perring, dessen ab 1839 an zahlreichen Pyramiden durchgeführten hervorragenden Messungen teilweise heute noch Geltung haben.

### Edmé François Jomard
Doch schon zuvor hatte die Pyramidologie einen ersten Vertreter gefunden: Edmé François Jomard, Teilnehmer an der Ägyptischen Expedition Napoleons, 1813–1814 Mitarbeiter an der Description de l’Égypte, dort Verfasser der Beschreibung der Pyramiden von Memphis, sowie zweier ergänzender Kapitel über den Zweck der Pyramiden und das Maßsystem der alten Ägypter. Er vertrat die Ansicht, den Pyramiden (vor allem der des Cheops) sei eine „Urelle“, die ägyptische Königselle als Baumaß zugrunde gelegen. Er meinte weiter, die Pyramiden seien Schöpfungen der altägyptischen Wissenschaftler, in denen sie ihre Erkenntnisse aus Mathematik und Astronomie verborgen oder verschlüsselt hätten. Auch seien die Pyramiden Orte der Initiation gewesen.

### John Taylor
1859 veröffentlichte der britische Verleger John Taylor sein Buch The Great Pyramid: Why Was It Built & Who Built It? In diesem vertrat er die Ansicht, die Cheops-Pyramide sei nicht von Ägyptern, sondern von Israeliten entsprechend einem göttlichen Plan gebaut worden. Als Baumeister vermutete er Noah. Weiter fand er heraus, dass der Umfang der quadratischen Grundfläche in guter Näherung gleich {\displaystyle 2\pi } mal der Höhe sei. Dieses Verhältnis kann sich ohne direkte Kenntnis von {\displaystyle \pi } aus der Konstruktion ergeben haben. Herodot berichtet, die Höhe der Pyramide sei so bemessen worden, dass die Seitenfläche der Fläche eines Quadrates entspricht, dessen Seite die Höhe ist. Zudem fand er in den Abmessungen eine Maßeinheit, die „Pyramidenelle“ (pyramid cubit), von der er annahm, sie entspreche der biblischen Elle. All das unterfütterte er mit angeblich auf die Cheops-Pyramide hinweisenden Bibelzitaten.

### Charles Piazzi Smyth

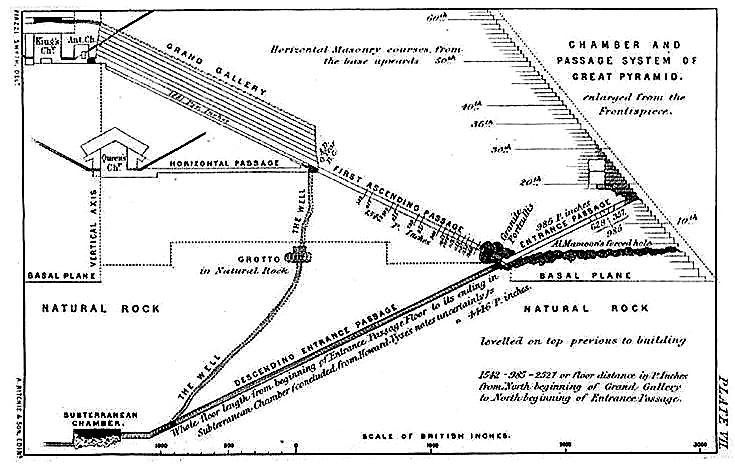
Illustration aus Piazzi Smyth Our inheritance in the Great Pyramid (1877, Tafel VII) mit einigen chronologischen Markierungen entlang der aufsteigenden Passage

Der Klassiker der Pyramidologie wurde jedoch von Charles Piazzi Smyth, einem schottischen Astronomen, verfasst. 1864 erschien dessen Our inheritance in the Great Pyramid, das sofort ein Erfolg wurde, bis heute immer wieder aufgelegt wird und in mehrere Sprachen übersetzt wurde. 1865 begab sich Smyth nach Ägypten, um selbst Messungen an der Cheops-Pyramide vorzunehmen. Man hatte damals Teile der Ummantelung der Pyramide gefunden und Smyth meinte, an den sich daraus ergebenden Abmessungen unmittelbar die Länge der Pyramidenelle und damit des Taylorschen „Pyramidenzolls“ (pyramid inch) gefunden zu haben. Der Pyramidenzoll entsprach dabei nahezu dem britischen imperial inch (1 Pyramidenzoll = 1/25 Pyramidenelle = 1,001 Inch = 2,54254 cm). Da durch diese Übereinstimmung das britische Einheitensystem auf biblisches, wenn nicht gar göttliches Fundament gestellt werden konnte, dienten die Messungen von Smyth als gewichtiges Argument der Gegner der Einführung des metrischen Systems in England und den USA.
Als Seitenlänge der Pyramide ausgedrückt in Pyramidenzoll fand er den Wert 36524, was sehr genau dem 100fachen der Länge des tropischen Jahres entspricht, gleichzeitig entsprechen 500 Millionen Pyramidenzoll (= 12.712,7 km) der Länge der Erdachse (= 12.713,55 km). Die Höhe der Pyramide mal 109 (5813 Pyramidenzoll × 109 = 147,7978 Mio. km) entspräche der Entfernung der Erde von der Sonne (= 149,6 Mio. km). Zu weitergehenden Spekulationen fand sich Smyth durch die Verwendung des Pyramidenzolls als Zeitmaß gedrängt, wobei ein Pyramidenzoll einem Jahr entspricht. Davon ausgehend wurden Abmessungen innerhalb der Passagen und der Großen Galerie in Beziehung gesetzt zur biblischen Geschichte und dem christlichen Heilsplan.
Die Royal Society of Edinburgh publizierte zunächst Smyths Untersuchungsergebnisse, und man ehrte ihn dafür mit der Keith Medal. Seine vermeintlichen Ergebnisse zogen aber schon bald harsche methodische Kritik nach sich, was Symth zum Ausscheiden aus der Royal Society veranlasste.

### Charles Taze Russell

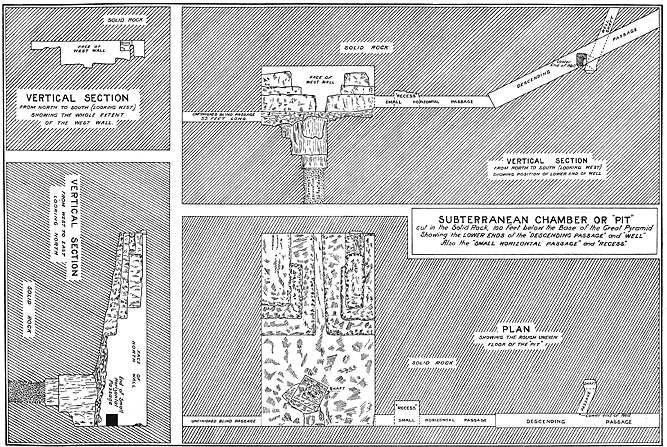
Pyramidenkammern in John und Edgar Mortons The great pyramid passages and chambers (1910)

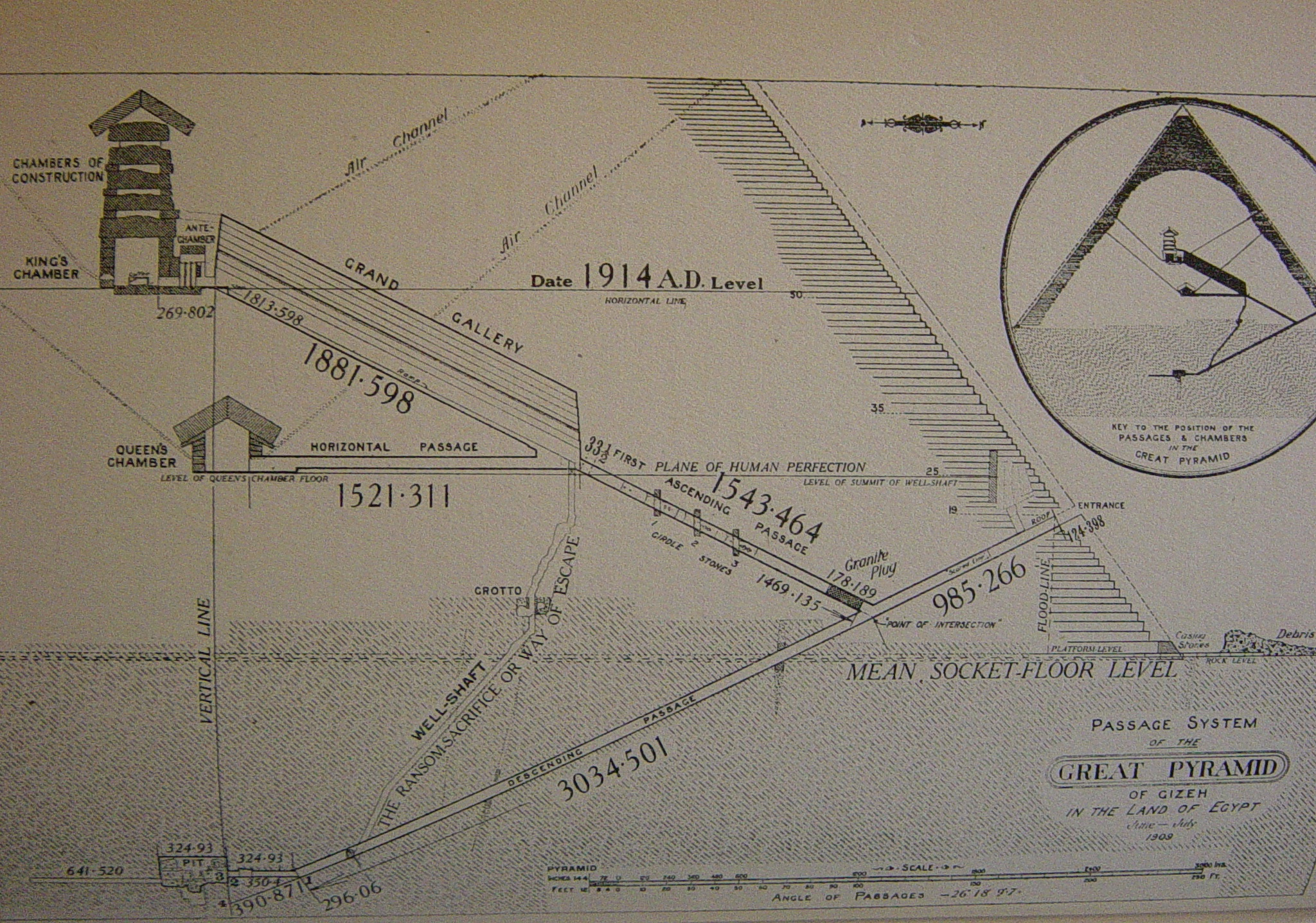
Pyramidenschnitt mit chronologischen Markierungen aus Bible Students Convention Souvenir Report (1911)

Vor allem durch diese heilsgeschichtlich-eschatologische Beziehung fasziniert war Charles Taze Russell, Gründer der Wachtturm-Gesellschaft sowie der sich anschließenden Religionsgemeinschaft der Internationale Bibelforscher-Vereinigung, später Zeugen Jehovas genannt. 1891 veröffentlichte er Thy Kingdom Come („Dein Königreich komme“), den dritten Band seiner Schriftstudien. Ihm zufolge war die Wiederkunft Christi im Verborgenen bereits 1874 erfolgt. In diesem Jahr sollte auch bereits das Millennium begonnen haben, mit der sogenannten „Großen Drangsal“, die bis 1914 zu Ende gehen sollte – dann sollte Gottes Herrschaft weltweit aufgerichtet sein. Die Beweise dafür fand er in der Bibel und in den Arbeiten von Smyth. Die beiden Brüder John und Morton Edgar waren von Russells Werk so beeindruckt, dass sie sich nach Ägypten begaben, um dort selbst Messungen durchzuführen, die sie in einem zweibändigen Werk 1910 und 1913 veröffentlichten. Ursprünglich gab Russell die Länge eines bestimmten Ganges im Inneren dieser Pyramide mit 3416 Zoll an und deutete einen Zoll als ein Jahr, wodurch er auf den Zeitraum 1542 v. Chr. bis 1874 n. Chr. kam. Das änderte er einige Jahre vor Ablauf dieser 40-jährigen Drangsalszeit, also vor 1914, und gab diese Länge mit 3457 Zoll an, so dass der genannte Zeitraum nun mit 1914/15 endete; auf diesen Zeitpunkt verschob sich damit der Beginn der „großen Drangsal“. Russells Verweis auf das Buch von Smyth blieb dabei gleichlautend, d. h., es war nicht erkennbar, dass Russell sich auf neuere Messungen gestützt hätte. Schließlich gaben die Bibelforscher nach Russell die Große Pyramide als Glaubenszeugen ganz auf.

### Flinders Petrie

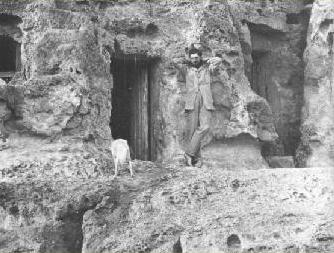
Flinders Petrie in Gizeh (um 1880)

Die Untersuchung und Vermessung der Pyramiden von Gizeh durch William Matthew Flinders Petrie in den 1880er Jahren markiert den Zeitpunkt der Trennung zwischen den Pyramidologen und der entstehenden wissenschaftlichen Ägyptologie, zu deren Vater Flinders Petrie wurde.
Petrie hatte 1866 ein Exemplar von Piazzi Smyths Our Inheritance nach Hause gebracht, das sowohl auf ihn als auch auf seinen Vater sofort eine starke Faszination ausübte. Nicht nur, weil beide sich für vorgeschichtliche Altertümer interessierten (mit 19 Jahren hatte Petrie zusammen mit seinem Vater Stonehenge vermessen), zudem eine mögliche Bestätigung biblischer Geschichte aufgrund ägyptischer Befunde die tief religiösen Petries ansprechen musste (sein Vater gehörte den Plymouth Brethren an), sondern auch, weil sie eine persönliche Beziehung mit Piazzi Smyth verband: Sein Vater hatte um die Hand von Henrietta Smyth, der Schwester von Piazzi Smyth, geworben, diese war ihm aber von der Familie verweigert worden. Immerhin hatte William Petrie seine spätere Frau Anne Flinders in Smyths Haus kennen gelernt.
Vater und Sohn nahmen sich vor, die Theorie von Smyth vor Ort einer Überprüfung zu unterziehen, da immer mehr Fragen betreffend Smyths Theorien aufgetaucht waren. Nachdem Petries Vater die Reise immer wieder verschoben hatte, entschloss sich Flinders Petrie 1880 allein und nur mit sehr beschränkten Mitteln versehen, nach Ägypten zu reisen. Er richtete sich in einem leeren Grab nahe der Pyramide ein und begann mit der Arbeit, mit teilweise selbst gebauten Vermessungsinstrumenten sowohl das Äußere als auch das Innere der Großen Pyramide exakt zu vermessen. Das Ergebnis war so genau, dass Petries Zahlen bis heute Gültigkeit haben. Sie widersprachen aber den Theorien von Piazzi Smyth und entzogen den Spekulationen über einen Pyramidenzoll ein für alle Mal den Boden. Petrie belegte vielmehr, dass den Abmessungen der Pyramide die alte ägyptische Königselle zugrunde lag:

„Insofern waren alle Theorien, die besagten, dass die Zahl der Tage eines Jahres repräsentiert würde, absolut irrig. Die Größe der Pyramide wurde dadurch bestimmt, dass sie 7 × 40 ägyptische Ellen (20,6 Zoll) hoch und 11 × 40 Ellen breit war. Dies wird durch die Pyramide von Meydum bestätigt, die älter und 7 × 25 Ellen hoch und 11 × 25 Ellen breit ist. … Der für dieses 7-zu-11-Verhältnis benötigte Böschungswinkel liegt innerhalb der geringen Ungenauigkeit (zwei Minuten) der noch vorhandenen Überreste.“

Damit hatte Petrie die „hässliche kleine Tatsache“ gefunden, die der „schönen Theorie“ den Todesstoß versetzte. In den folgenden Jahren und Jahrzehnten wandte er sich, was seine Arbeit anbelangte, von biblischer Spekulation ab und wurde zum Begründer der wissenschaftlich fundierten Ägyptologie.

## Moderne Pyramidologie

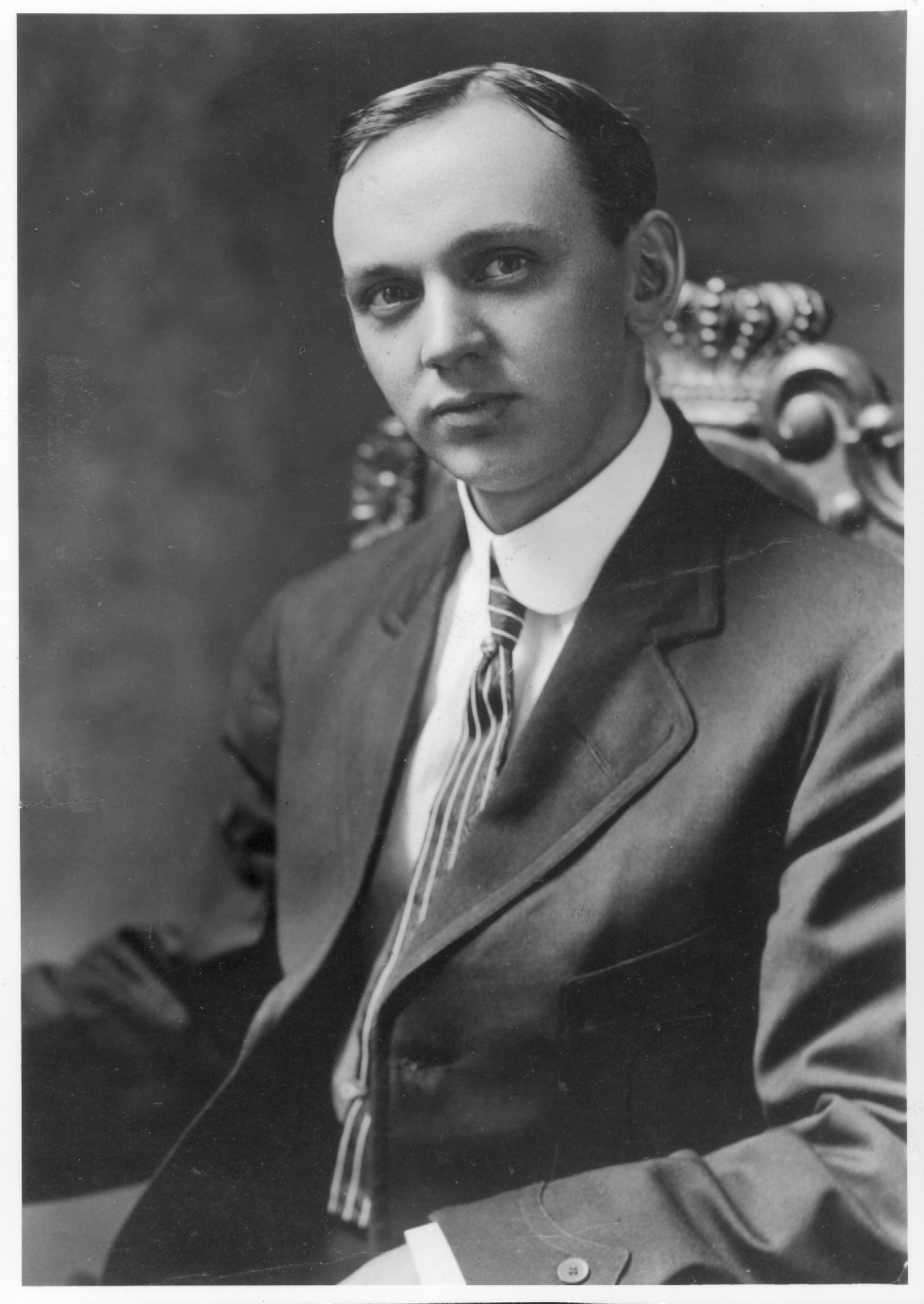
Edgar Cayce (1910)

Die biblische Pyramidologie hatte versucht, die Pyramiden als Beleg für biblisch-christliche Geschichte und Heilsgeschichte in Anspruch zu nehmen, also zu beweisen, dass die Pyramiden etwas ganz bestimmtes seien. Demgegenüber zielen die mehr säkularen modernen Theorien darauf, dass die Pyramiden etwas nicht bzw. nicht nur sind, nämlich entsprechend der zentralen Aussage von Ägyptologie und Archäologie Grabstätten der Pharaonen und sonst nichts. Vertreter dieser modernen Pyramidologie sind in den 1960er Jahren Erich von Däniken und später Robert Bauval.
Dazwischen steht noch eine andere Gruppe, vertreten etwa durch Edgar Cayce und Helena Petrovna Blavatsky. Sie bauten die Pyramiden in ihre esoterischen Theorien ein. Wenn für die biblischen Pyramidologen die Israeliten die eigentlichen Erbauer der Pyramiden waren, so waren es für Cayce Flüchtlinge aus dem versunkenen Atlantis, wo für Smyth und Russel die Eckpunkte der Heilsgeschichte in den Pyramiden kodiert waren, waren für Blavatsky die Wendepunkte der theosophischen Zyklen von den ägyptischen Eingeweihten in den Abmessungen der Pyramide verschlüsselt. Im Grunde aber änderten sie lediglich den Kontext und bedienten sich ansonsten aus den Konzepten der biblischen Pyramidologen und dem von diesen angehäuften Datenmaterial.

### Erich von Däniken
1968 veröffentlichte Erich von Däniken sein Buch Erinnerungen an die Zukunft, das binnen kurzem zu einem Bestseller mit Millionenauflage wurde. Darin stellt Däniken eine Ansammlung von „Rätseln der Geschichte“ vor, zum Beispiel: „Was war die Bundeslade?“ oder „Was steckt hinter den Bildern der Nazca-Ebene?“ Däniken „löste“ die Rätsel nicht direkt, sondern kleidete seine Antworten in Form rhetorischer Fragen, die stets darauf hinausliefen, dass die betreffenden Artefakte Zeugnis für den vorgeschichtlichen Besuch von Außerirdischen seien. Das gilt selbstverständlich auch für die Pyramiden, wobei Däniken nicht behauptet, diese seien von Außerirdischen gebaut worden. Er verweist zunächst auf eine Reihe von „Ungereimtheiten“, wobei er sich aus dem Schatz seiner pyramidologischen Vorgänger bedient („Ist es Zufall, dass die Grundfläche der Pyramide – geteilt durch die doppelte Höhe – die berühmte Ludolfsche Zahl {\displaystyle \pi } ergibt?“).
Der Kern ist aber: „Wer ist einfältig genug, zu glauben, daß die Pyramide nichts als das Grab eines Königs sein sollte?“ Das ist ein bei den Vertretern parawissenschaftlicher Pyramidentheorien in ähnlicher Form immer wieder auftauchender Satz. Letzten Endes legt Däniken nahe, der Pyramidenbau sei eine Form der imitatio dei („Nachahmung Gottes“ bzw. in diesem Fall „Nachahmung der Götter“), wobei als Götter außerirdische Astronauten anzunehmen seien, die sich, um die Jahrtausende einer interstellaren Reise zu überstehen, in eine dem Tod ähnliche Form des Winterschlafs versetzen ließen. Die Beobachtung der Auferweckung von anscheinend Toten hätte dann die vorzeitlichen Herrscher Ägyptens dazu gebracht, sich mit krisenfesten materiellen Gütern versehen in „quasi atombombensicheren“ Gebäuden (den Pyramiden) mumifiziert einlagern zu lassen, in der Hoffnung, gleich den Astronautengöttern auch aufzuerstehen.
Die von Däniken umrissene Vorstellung der außerirdischen Götter in fliegenden Pyramiden und als „Kälteschlafkammern“ sowie als universelle Heilmaschinen dienende Sarkophage waren die Grundlage des 1994 erschienenen Films Stargate von Roland Emmerich.

### Robert Bauval

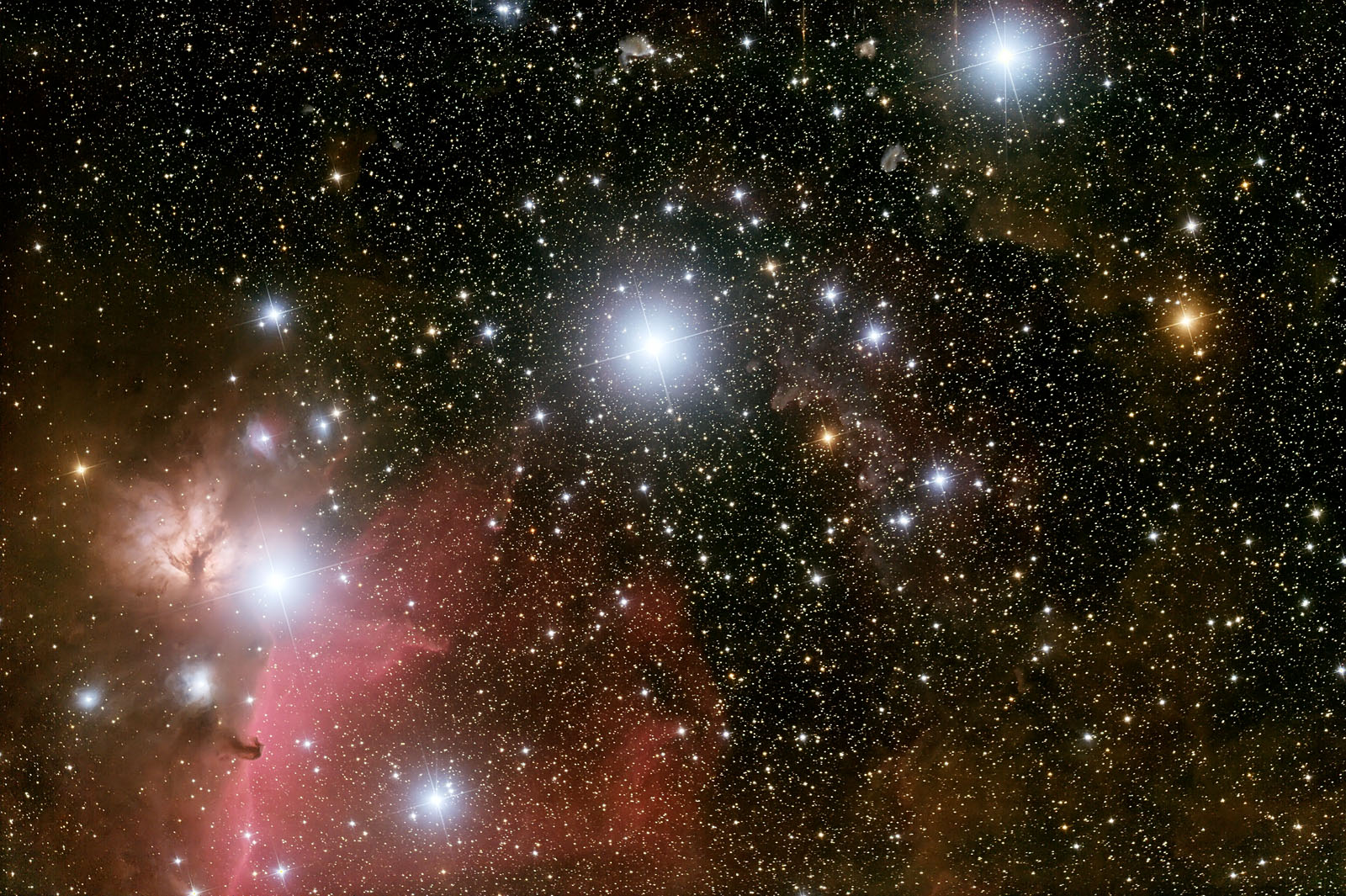
Gürtel des Orion, Norden ist oben.

1994 erschien das Buch The Orion Mystery („Das Geheimnis des Orion“) des belgischen Ingenieurs Robert Bauval. Darin entwickelt er die Theorie der „Pyramiden-Orion-Korrelation“, der zufolge die Anlage der Pyramiden von Gizeh als Ganzes geplant worden sei, und zwar so, dass die relative Lage und Größe der drei Pyramiden des Cheops, Chephren und Mykerinos der Lage und Größe der drei Sterne Alnitak, Alnilam und Mintaka entsprechen, die zusammen den „Gürtel“ des griechischen Sternbilds Orion (ägyptisch Sah, die Repräsentation von Osiris) formen. Dem östlich der Pyramiden in einer Kurve nach Norden strömenden Nil entspricht laut Bauval am Himmel die Milchstraße, die zwischen der durch den Stern Beteigeuze markierten rechten Schulter des Orion und dem Sternbild der Zwillinge in ähnlicher Weise verläuft.
Weiter behauptete Bauval, die sogenannten Lüftungsschächte innerhalb der großen Pyramide, von denen je zwei von der Königs- und der Königinkammer ausgehen, seien auf die Kulminationspunkte bestimmter Sternkonstellationen bzw. Sterne hin orientiert:
| Schacht                            | Neigung | orientiert auf                                       |
| ---------------------------------- | ------- | ---------------------------------------------------- |
| Königskammer (südlicher Schacht)   | 45°     | Oriongürtel                                          |
| Königskammer (nördlicher Schacht)  | 32° 38′ | α Draconis (um 2800 v. Chr. nahe dem Himmelsnordpol) |
| Königinkammer (südlicher Schacht)  | 39° 30′ | Sirius                                               |
| Königinkammer (nördlicher Schacht) | 39°     | β Ursae Majoris                                      |

Da sich aufgrund der Präzession des Frühlingspunktes die Kulminationshöhen im Laufe eines etwa 25.700 Jahre dauernden Platonischen Jahres zyklisch ändern, seien die Schachtneigungen dann in guter Übereinstimmung mit den Kulminationshöhen, wenn man als Erbauungsdatum 2450 v. Chr. annimmt.
In den folgenden Jahren veröffentlichte Bauval weitere Bücher, in denen er seine Theorie ausbaute, teilweise in Zusammenarbeit mit Graham Hancock, der wiederum die Theorie vertritt, die Große Sphinx sei nicht, wie von der Ägyptologie angenommen, zur Zeit des Alten Reiches um 2500 v. Chr. erbaut worden, sondern viel früher, nämlich um etwa 10500 v. Chr., zu einer Zeit, als sich der Frühlingspunkt in das Sternbild des Löwen bewegte (daher der Löwenkörper des Sphinx). Zudem wäre dieses Erbauungsdatum in Übereinstimmung mit dem von Edgar Cayce genannten Zeitpunktes des Untergangs von Atlantis. Einige Geologen, darunter Robert M. Schoch, versuchten diese Theorie zu stützen, indem sie meinten, die Verwitterungsspuren an dem Sphinx würden ein entsprechend hohes Alter belegen.

## Einschätzung
Die etablierte Wissenschaft nimmt pyramidologische Spekulationen heute nicht ernst. Vertreter der Pyramidologie werden von ihr bisweilen als „Pyramidomanen“ oder auch als „Pyramidioten“ bezeichnet.
Laut Umberto Eco kann man mit den Zahlen, die sich aus den Vermessungen ägyptischer Pyramiden ergeben, je nachdem, welche Maßeinheit man zugrunde legt, „machen […], was man will“. Er verweist auf die Wissenschaftsparodie des französischen Archäologen Jean-Pierre Adam, der einen Zeitungskiosk in der Nähe seiner Wohnung vermaß und in den dort gefundenen Zahlen und Zahlverhältnissen die Entfernung der Erde zur Sonne, den griechischen Mondzyklus, das Datum der Schlacht von Tours und Poitiers und die Summenformel von Naphthalin fand. In ähnlicher Weise parodierte der niederländische Astronom und Skeptiker Cornelis de Jager die Arbeitsweise der Pyramidologie und anderer zahlenmystischer Spekulationen, als er Parameter seines Fahrrads vermaß und mit einigen mathematischen Umrechnungen mühelos auf mehrere physikalische Konstanten und astronomische Werte kam. Das Ergebnis veröffentlichte er 1990 als „Velosofie“.
Nach Einschätzung von Erik Hornung ist eine Klassifizierung der Pyramidologie als Pseudo- bzw. Parawissenschaft genau genommen nur für die Pyramidologen des 20. Jahrhunderts gerechtfertigt. Ähnlich wie bei der aus der Astrologie entstehenden Astronomie oder der aus der Alchemie entstehenden Chemie habe die neu entstandene Disziplin der Ägyptologie von ihren dubiosen Wurzeln nichts mehr wissen wollen und reagiere bis heute empfindlich auf alles, was an die tastenden, spekulativen Ursprünge gemahnt.

### Antike und mittelalterliche Quellen
- Herodot Historien II.124-129, II.134, II.149
- Diodor Bibliothéke historiké I.63.2-64
- Strabon Geographika XVII.33-37
- Pomponius Mela De situ orbis libri tres I.9
- Plinius der Ältere Naturalis historia XXXVI.16-17
- Georgios Synkellos Ekloge chronographias 63
- Cyriacus von Ancona Itinerarium. Giovannelli, Florenz 1742
- Bernhard von Breidenbach Peregrinatio in terram sanctam. Peter Schöffer, Mainz 1486. Faksimile: Fines Mundi, Saarbrücken 2008

### Neuzeitliche Quellen
- John Greaves: Pyramidographia, or, A description of the pyramids in Ægypt. Badger, London 1646 (Digitalisat verfügbar in Early English Books Online).
- Edmé François Jomard: Mémoirs sur le système métrique des anciens Égyptiens: contenant des recherches sur leurs connoissances géométriques et sur les measures des autres peuples de l’antiquité. l'Imprimerie Royale, Paris 1825.
- John Shae Perring: The Pyramids of Gizeh. 3 Bände, Fraser, London 1839–1842.
- Richard William Howard Howard-Vyse: Operations carried on at the Pyramids of Gizeh in 1837. With an account of a voyage into upper Egypt. 3 Bände, Fraser, London 1841-1842, Digitalisate: Bd. 1, Bd. 2, Band 3.
- John Taylor: The Great Pyramid: Why Was It Built & Who Built It? London 1859.
- Charles Piazzi Smyth:
  - Our inheritance in the Great Pyramid. W. Isbister, London 1864, Digitalisat. Neuausgabe: The Great Pyramid. It's Secrets and Mysteries Revealed. Reprint der 4., stark erweiterte Auflage von 1880. Bell, New York (NY) 1977.
  - Life and work at the Great Pyramid during the months of January, February, March, and April, A. D. 1865. 3 Bände, Edinburgh 1867, Bd. 1, Bd. 2.
  - New measures of the Great Pyramid, by a new measurer. Banks, London 1884, Digitalisat
- Robert Ballard: The solution of the pyramid problem or, pyramid discoveries with a new theory as to their ancient use. Wiley, London 1882. (Ballard meint, die Pyramiden hätten als Hilfen bei der Landvermessung gedient[45])
- William M. Flinders Petrie: The Pyramids and Temples of Gizeh. Field & Tuer, London 1883.
- Richard A. Proctor: The Great Pyramid. Observatory, tomb, and temple. Worthington, New York 1883.
- Charles Taze Russell: Studies in Scriptures. Bd. 3: Thy Kingdom Come. Watch Tower Bible and Tract Society, Brooklyn 1890 (Onlineversion).
- John Edgar, Morton Edgar: The great pyramid passages and chambers in which is shown how the great pyramid of Gizeh symbolically and by measurement corroborates the philosophy and prophetic times and seasons of the divine plan of the ages … 2 Bände, Stock, London 1910, 1913.
- David Davidson, H. Aldersmith: The Great Pyramid, its divine message. An original co-ordination of historical documents and archaeological evidences. Williams & Norgate, London 1924.
- Dom Néroman: La clé secrète de la pyramide. Dunod, Paris 1938.
- Erich von Däniken: Erinnerungen an die Zukunft. Ungelöste Rätsel der Vergangenheit. Econ, Düsseldorf / Wien 1968. S. 115–134.
- Robert Bauval, Adriam Gilbert: The Orion Mystery. Unlocking the Secrets of the Pyramids. Heinemann, London 1994; Deutsch: Das Geheimnis des Orion. List, München 1994, ISBN 3-471-77183-2.